# Marcin Flis
Marcin Flis (ur. 10 lutego 1994 w Bychawie) – polski piłkarz grający na pozycji obrońcy w Pogoni Siedlce.